# Ремон, Жан-Бернар
Жан-Берна́р Ремо́н (фр. Jean-Bernard Raimond; 6 февраля 1926, Париж, Франция — 7 марта 2016, Нёйи-сюр-Сен) — французский дипломат, консервативный государственный и политический деятель. Был министром иностранных дел во втором кабинете Жака Ширака с 20 марта 1986 года по 12 мая 1988 года, французским послом во многих государствах в 1970-х — 1990-х, в том числе Чрезвычайным и Полномочным Послом Франции в CCCP с 1985 по 1986 год, депутатом Национального собрания Франции с 1993 года по 2002 год.

## Биография

### Учёба и начало профессиональной деятельности
До 1947 года обучался в Высшей нормальной школе в Париже.
В 1951 году защитил диссертацию на высшую преподавательскую степень в средней школе — агреже по литературе.
С 1951 года по 1953 год — работал в Национальном центре научных исследований.
С 1954 по 1956 год — обучался в Национальной школе администрации при премьер-министре Франции, выпуск имени Ги Дебоса (1956)

### Дипломатическая карьера
С 1956 года по 1966 год — после окончания ЭНА работал в центральном аппарате Министерства иностранных дел Франции: в Департаменте по политическим вопросам. С 1958 года по 1967 год — одновременно преподавал в Институте политических исследований в Париже.
В 1967 году — заместитель Директора по делам Европы МИДа Франции, а затем заместитель директора кабинета (рабочего аппарата) министра иностранных дел Мориса Кув де Мюрвиля.
С 1968 года по 1969 год — после назначения Мориса Кув де Мюрвиля на должность премьер-министра Франции переходит в его распоряжение на должность технического советника в кабинете (рабочем аппарате).
В 1969 году — чиновник по особым поручениям в аппарате Президента Французской Республики, а с 1970 года по 1973 год — технический советник в Генеральном секретариате Жоржа Помпиду.
В 1972 году присвоен дипломатический ранг Полномочного министра.
С 1973 года по 1977 год — Чрезвычайный и полномочный Посол Франции в Марокко.
С 1977 года по 1978 год — работа в центральном аппарате МИДа Франции: директор по делам Северной Африки и Ближнего Востока.
В 1978 году — директор кабинета министра иностранных дел Луи де Гиренго.
С 1979 года по 1981 год — генеральный директор МИД Франции по культурным, научным и техническим отношениям.
С 1982 года по 1984 год — Чрезвычайный и полномочный Посол Франции в ПНР.
С 1985 года по 1986 год — Чрезвычайный и Полномочный Посол Франции в CCCP и в Монголии по совместительству.
С 1986 года по 1988 год — Министр иностранных дел Франции.
С 1988 года по 1991 год — Чрезвычайный и полномочный Посол Франции при Святом Престоле.
В 1991 году на заседании Совета Министров Франции декретом президента республики по представлению министра иностранных дел возведён в особое личное достоинство Посла Франции (пожизненно).
Входил в состав французских делегаций на Генеральной ассамблее ООН.
13 ноября 1992 года вошел в состав государственной Комиссии по публикации французских дипломатических документов

### Политическая и общественная деятельность
С 1993 года по 1997 год и с 1997 года по 2002 год — депутат Национального собрания Франции (представитель от Буш-дю-Рона в Экс-ан-Провансе).
С 1993 года по 2002 год — член делегации Национального собрания в Европейском союзе.
С 1997 года по 2002 год — заместитель председателя Комиссии по иностранным делам Национального собрания Франции.
Жан-Бернар Ремон был очень активен во франко-марокканских отношениях, член множества двусторонних комитетов дружбы, участвовал в неправительственных международных коллоквиумах, написал несколько книг. Являлся президентом ассоциации «Франция-Италия», Ассоциации друзей Жана Жироду, основателем и президентом Французской ассоциации друзей России (SOFARUS).

## Почётные звания и награды
- Командор ордена Почётного легиона,
- Командор ордена «За заслуги»,
- Кавалер ордена Академических пальм
- Кавалер Большого креста ордена Алауитского трона (Марокко)
- Кавалер Большого креста ордена святого Пия IX (Ватикан).

## Семья

### Родители
- Отец — Анри Ремон (фр. Henri Raimond), инженер[7]
- Мать — Алиса Оберти (фр. Alice Auberty)

### Супруга
- Моника Шабанель (фр. Monique Chabanel)